# Joubertina
Joubertina è una cittadina sudafricana situata nella municipalità distrettuale di Sarah Baartman nella provincia del Capo Orientale.

## Geografia fisica
Il piccolo centro abitato sorge lungo il corso del fiume Wabooms in una regione nota come Langkloof a circa 177 chilometri a ovest della città di Port Elizabeth.